# Hann Trier
Hann Trier (* 1. August 1915 in Kaiserswerth bei Düsseldorf; † 14. Juni 1999 in Castiglione della Pescaia in der Toskana in Italien) war ein deutscher Maler des Informel, Aquarellist und Grafiker. Verheiratet war er mit der Soziologin Renate Mayntz. Er war der ältere Bruder des Kunsthistorikers Eduard Trier (1920–2009).

## Leben und Werk
Die Gebrüder Trier verbrachten ihre Kindheit und Jugend in Köln. Hann Trier war 1933 Austauschschüler in Frankreich. Von 1934 bis 1938 studierte er an der Kunstakademie Düsseldorf und schloss sein Studium 1939 mit dem Staatsexamen in Berlin ab. Von 1939 bis 1941 wurde er zum Militärdienst in die Wehrmacht einberufen und arbeitete von 1941 bis 1944 als Technischer Zeichner in Berlin, bis er wiederum von 1944 bis 1945 zum Militärdienst einberufen wurde.
Nach dem Zweiten Weltkrieg arbeitete er bis 1946 als Bühnenbildner in Nordhausen. 1946 bezog Trier bis 1952 eine Wohnung und ein Atelier auf Burg Bornheim bei Bonn. Er war 1947 Gründungsmitglied der Donnerstag-Gesellschaft in Alfter bei Bonn, einer Gruppe von Künstlern, die es sich zur Aufgabe machte, „die verlorenen Jahre des Krieges durch […] intensiven geistigen Austausch auszugleichen.“ Die Veranstaltungen der anthroposophisch orientierten Gruppe, bestehend aus Lesungen, Vorträgen, Diskussionen, Konzerten und Ausstellungen, fanden zwischen 1947 und 1950 auf Schloss Alfter statt. 1948/1949 gehörte er zu den Gründern der Neuen Rheinischen Sezession. 1949 wurde er als Mitglied in die Künstlergruppe Bonn aufgenommen. 1951 wurde er Mitglied der in München gegründeten Künstlergruppe ZEN 49. Als ordentliches Mitglied des Deutschen Künstlerbundes nahm Hann Trier zwischen 1951 und 1993 an insgesamt 38 DKB-Jahresausstellungen (z. T. auch im Ausland) teil; von 1964 bis 1966 war er erster Vorstandsvorsitzender, bis 1969 weiterhin Vorstandsmitglied des Künstlerbundes. Von 1952 bis 1955 hielt er sich in Medellín in Kolumbien auf. Er arbeitete als Werbegrafiker und es folgten weitere ausgedehnte Studienreisen nach Mexiko, Südamerika und nach New York.

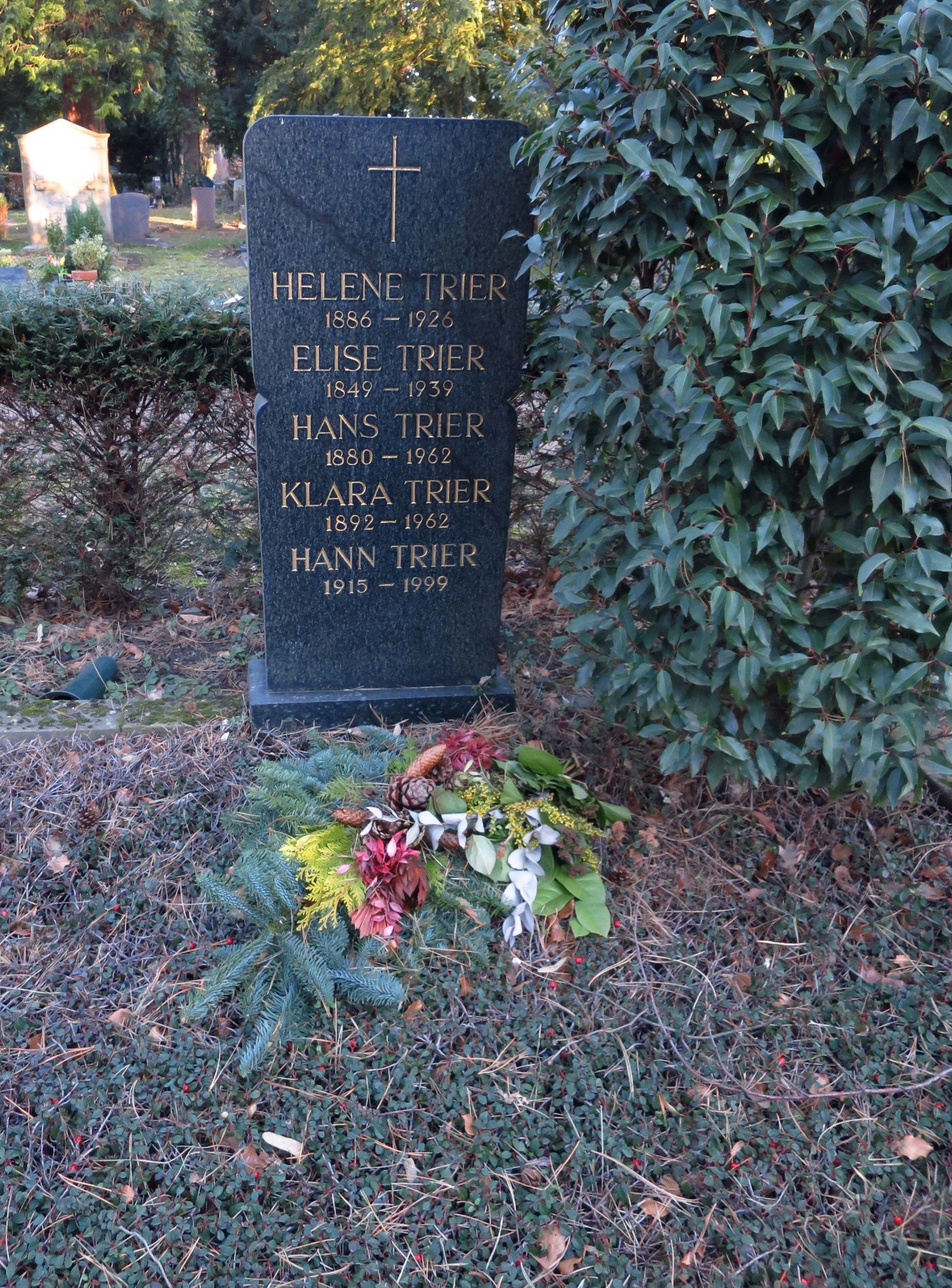
Familiengrab Trier auf dem Kölner Nordfriedhof

Hann Trier war von 1955 bis 1956 Gastdozent an der Hochschule für bildende Künste in Hamburg. 1955, 1959 und 1964 nahm er an der documenta 1, documenta II und documenta III in Kassel teil. Von 1957 bis 1980 war Trier Professor und später Direktor der Hochschule für bildende Künste in West-Berlin. Ab 1967 unterhielt er ein Atelier in der Toskana. Er erhielt 1966 den Berliner Kunstpreis und 1967 Kunstpreise der Städte Darmstadt, Köln und den Großen Kunstpreis des Landes Nordrhein-Westfalen. 1972 und 1974 führte er die Deckenbilder in Schloss Charlottenburg in Berlin aus. 1973 bezog Hann Trier in der Eifel ein Atelier.
Er wurde 1975 mit dem Großen Verdienstkreuz der Bundesrepublik Deutschland ausgezeichnet. Für sein künstlerisches Schaffen wurde ihm 1989 der Verdienstorden des Landes Nordrhein-Westfalen verliehen. 1996 wurde die Kunststiftung Hann Trier eingerichtet. 1999 starb Hann Trier im Alter von 83 Jahren in seinem Haus in der Toskana. Er wurde im Familiengrab auf dem Kölner Nordfriedhof (Flur 32 Nr. 39/40) beigesetzt. Seine Werke zeichnen sich durch Bilder mit differenziertem Linienspiel und netzartigem Bildaufbau vor bewegten Farbhintergründen aus, die zum Teil beidhändig geschaffen wurden.
Der Soziologe Niklas Luhmann nannte in einem Interview auf die Frage nach seinen Lieblingsmalern Hann Trier als einen von zwei Namen.

## Werke

### In situ

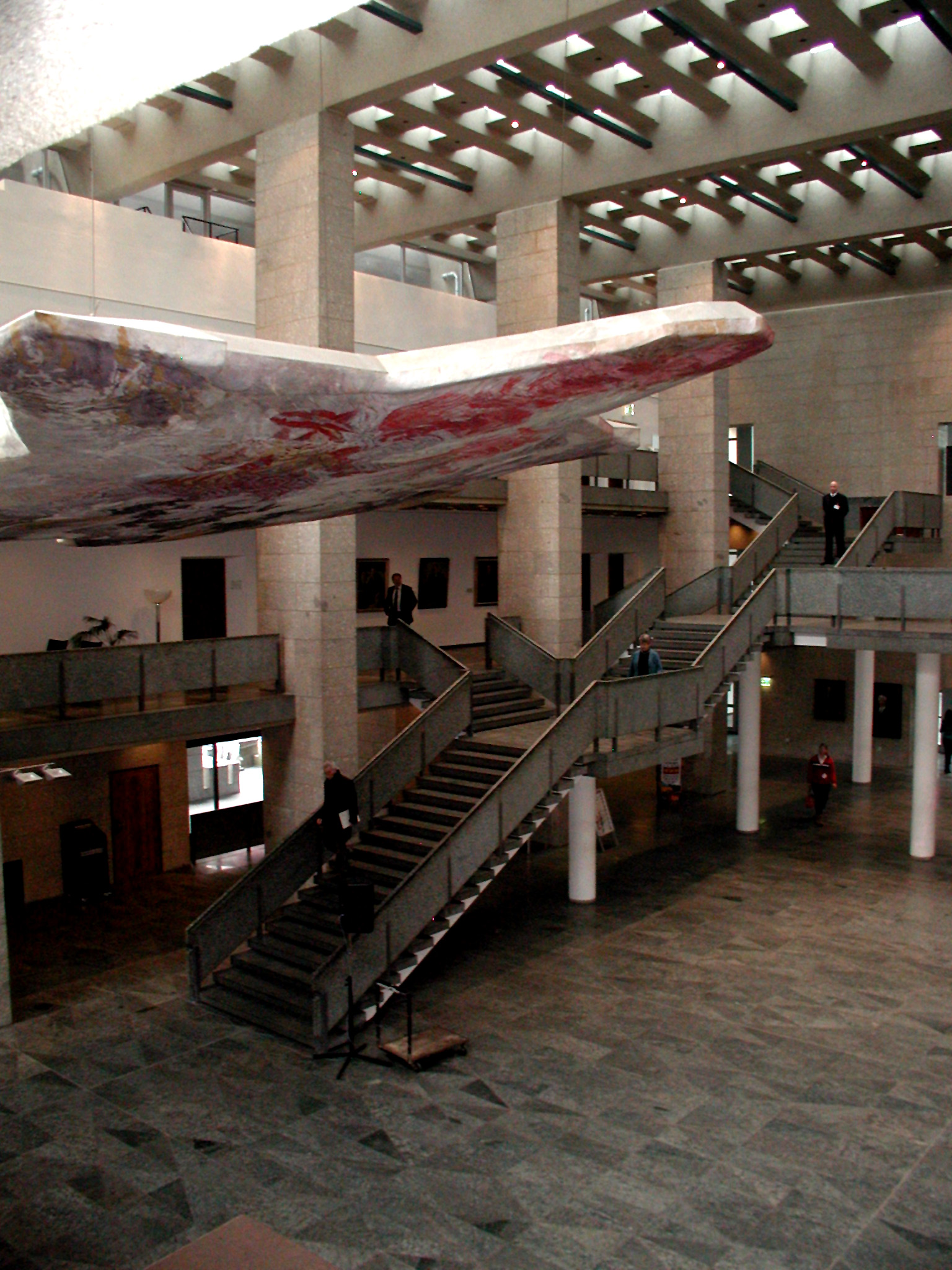
Hann Trier, Baldachin (1980), gen. „Wolke“, Piazzetta der Kölner Rathaushalle

- Deckengemälde im Weißen Saal des Knobeldorff-Flügels und im Treppenhaus, Schloß Charlottenburg, Berlin, 1972–74
- Decken- und Wandmalerei in der Bibliothek des Philosophischen Seminars der Universität Heidelberg, 1978/1979
- Baldachin, freihängendes Deckenbild in der Kölner Rathaushalle, 1977–1980
- Deckenbild im Speisesaal der Residenz des Botschafters der Bundesrepublik Deutschland am Heiligen Stuhl in Rom, 1984

### Sammlungen
- Berlinische Galerie
- Gustav-Lübcke-Museum
- IGBK – Internationale Gesellschaft der Bildenden Künste
- Kunstpalais Erlangen
- Kunststiftung Hann Trier, Bonn
- Museum Abteiberg, Mönchengladbach
- Museum Folkwang, Essen
- Museum gegenstandsfreier Kunst, Otterndorf
- Museum Küppersmühle für Moderne Kunst, Duisburg
- Museum Ludwig, Köln
- Museum Morsbroich, Leverkusen
- Neuer Berliner Kunstverein
- Neue Galerie Kassel
- LVR LandesMuseum Bonn
- Sammlung Deutsche Bank, Frankfurt
- Sammlung zeitgenössischer Kunst der Bundesrepublik Deutschland
- Sinclair-Haus, Bad Homburg
- Städtische Galerie Villa Zanders, Bergisch Gladbach
- Städtische Galerie Wolfsburg
- Von der Heydt-Museum, Wuppertal
- Sammlung Würth, Künzelsau/Schwäbisch Hall[9]

## Ausstellungen
- Große Deutsche Kunstausstellungen 1941 und 1943 in München

- Der Deutsche Künstlerbund 1950, Erste Ausstellung 1. Aug. – 1. Okt. 1951, Hochschule für Bildende Künste, Berlin[10]

- documenta 1 1955 in Kassel
- documenta II 1959 in Kassel
- documenta III 1964 in Kassel
- Hann Trier (1915–1999). Zwischen Alten und Neuen Meistern. Staatliche Kunstsammlungen Dresden, Albertinum, 29. März bis 11. Juni 2003.
- Hann Trier …die Fläche zur Bewegung bringen. Bilder von 1948 bis 1998. Galerie am Abdinghof, Paderborn, 11. Dezember 2005 bis 5. März 2006.
- Kabinettausstellung Hann Trier – »Das Wandern«, Gustav-Lübcke-Museum Hamm, 22. April bis 28. Oktober 2018.

### Ausstellungen zum 100. Geburtstag des Künstlers
- Hann Trier. Der Junge und der Unbekannte. Gemeinschaftsausstellung des LVR LandesMuseum Bonn, 30. Juni bis 4. Oktober 2015 und Museum Ratingen, 31. Juli bis 1. November 2015.
- Hann Trier – Ich tanze mit den Pinseln. Aquarelle und Zeichnungen der 50er + 60er Jahre, Käthe Kollwitz Museum Köln, 18. September bis 29. November 2015.

## Schüler
- Elvira Bach, (* 1951)
- Georg Baselitz, (* 1938)
- Benjamin Katz, (* 1939)
- Hans-Jürgen Diehl, (* 1940)
- Simon Dittrich, (1940–2024)
- Hermann Waldenburg, (* 1940)
- Johannes Dörflinger, (* 1941)
- Max G. Kaminski, (1938–2019)
- Thomas Kaminsky, (* 1945)
- Peter Klasen, (* 1935)
- Dieter Kraemer, (* 1937)
- Marwan, (1934–2016)
- Dieter Masuhr, (1938–2015)
- Angelik Riemer, (* 1940)
- Elke Wree, (* 1940)

## Illustrationen
- Werner Hörnemann: Ali und die Räuber. Herder, Freiburg 1953

## Schriften
- Hann Trier: Über die Rückseite des Mondes. Broecking Verlag, Berlin 2009, ISBN 978-3-938763-06-3.
- Hann Trier: Ut poesis pictura? : Eine Betrachtung zur Malerei der griechischen Antike. Edition Rothe, Heidelberg 1985, ISBN 3-920651-06-5. (Mit Vorzugsausgaben).
- Hann Trier: Kunst zwischen Bismarckismus und konstrakt. In: Bonn – Jahre des Aufbruchs. General-Anzeiger, Bonn 1986.